# Ferrissia californica
Ferrissia californica es una especie de caracol pequeño de agua dulce, un molusco gastrópodo acuático de la familia Planorbidae.

## Descripción
Esta especie tiene un caparazón parecido a una lapa. En cautiverio, el caparazón es transparente, pero en la naturaleza es de color marrón claro a oscuro.

## Distribución
Esta especie es originaria de América del Norte desde Alaska hasta Centroamérica. Aunque también se la identifica como especie introducida en varios países e islas, entre ellos:
- República Checa[3]
- Bulgaria[4]
- Austria
- España
- Moldavia[5]
- Alemania
- Países Bajos
- Polonia
- Eslovaquia
- Gran Bretaña
- Portugal[6]
- Argelia[7]
- Japón
- Australia
- América del Sur: Brasil[8]
- y otros

## Hábitat
La ferrissia californica vive en arroyos, ríos, lagos, estanques, entre otros. Se puede encontrar en rocas, restos de madera, plantas acuáticas y hojas muertas.

## Dieta
Ferrissia californica come principalmente diatomeas.

## Ciclo vital
Ferrissia californica es una especie autofecundada. Pone huevos que miden 0,6 mm y contienen un individuo juvenil. Los huevos eclosionan en aproximadamente siete días. Su ciclo de maduración es de entre cuatro y cinco semanas. Los adultos miden unos 2 mm.

## Uso humano
La ferrissia californica se encuentra en el comercio de acuarios y allí se la considera una plaga.